# Carl Lunderberg
Karl (Carl) Lunderberg, född 1722, död 15 maj 1777 i Stockholm, var en svensk militär, medalj- och sigillgravör.
Han var från 1753 gift med Anna Magdalena Finck och far till Lorentz Lunderberg. Han nämns som konduktör vid fortifikationen 1755 och som underkonduktör och regementsfältskär vid Livgardet 1765. Han utnämndes till löjtnant 1767 och valdes in som ledamot i Konstakademien 1773. Han var under sin tid känd som en duktig sigillstickare men eftersom dessa var osignerade så vet man inte med säkerhet vilka sigill han graverade. Som medaljgravör graverade han en spelpenning 1767 och en belöningsmedalj 1771.    